# NGC 2266
NGC 2266 is een open sterrenhoop in het sterrenbeeld Tweelingen. Het hemelobject werd op 7 december 1785 ontdekt door de Duits-Britse astronoom William Herschel.

## Synoniemen
- OCL 471